# Maaje
Maaje es una aldea del distrito de Ancuabe, en la provincia de Cabo Delgado, al noreste de Mozambique.
Se encuentra al suroeste de la capital del distrito de Ancuabe y Mesa.